# Saatbett

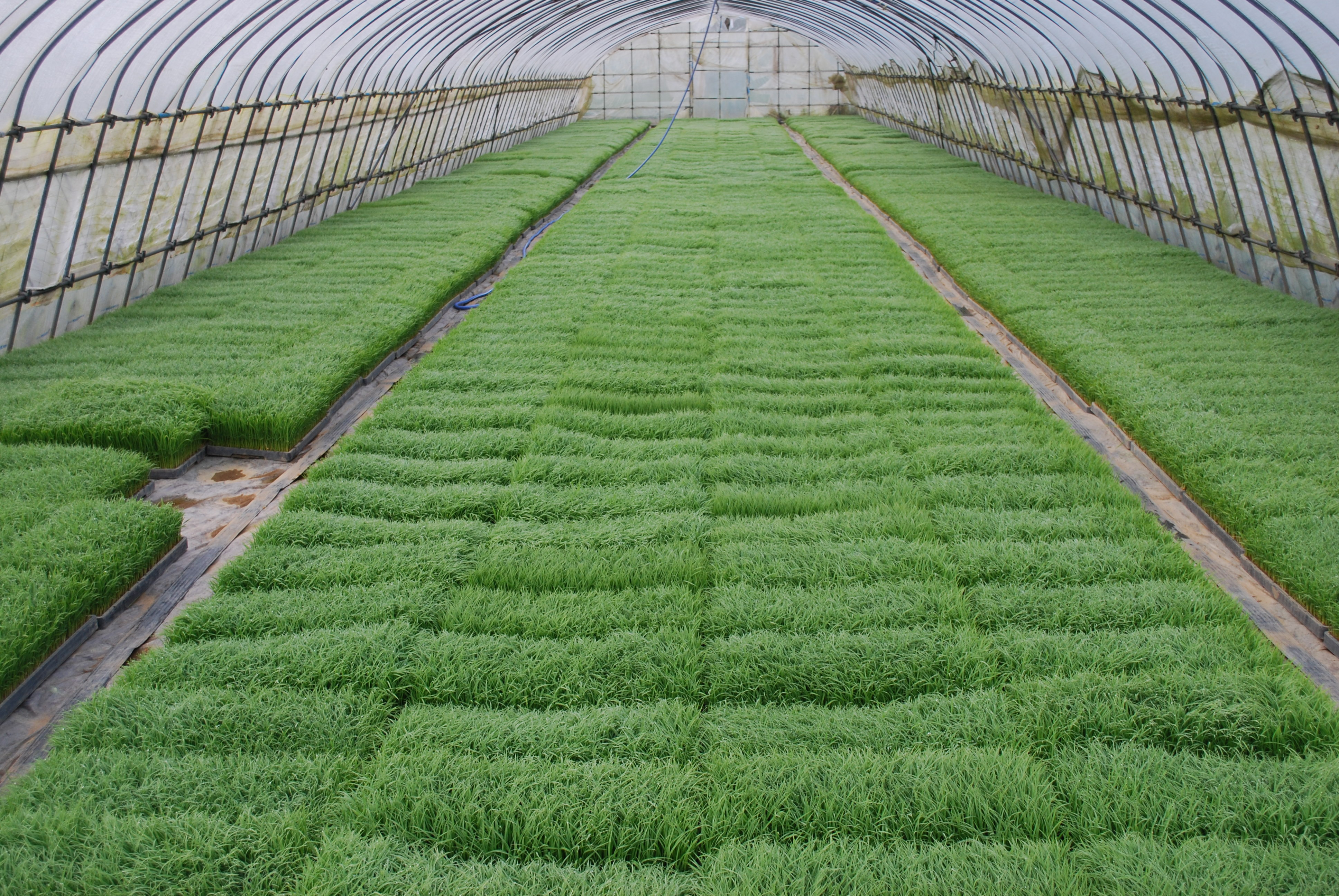
Saatbett für Reispflanzen in Japan

Als Saatbett bezeichnet man den zur Saat vorbereiteten Ackerboden. Das Saatbett soll so beschaffen sein, dass es eine gleichmäßige Tiefenlage des Saatgutes und beste Keimbedingungen bietet; es ist also unterschiedlich für die verschiedenen Pflanzenarten und Saatgutgrößen (Tausendkornmasse) und Sämethoden herzurichten.
Einerseits soll das „Saatkorn“ auf einer genügend festen kapillarwirksamen Ackerkrume liegen, andererseits aber von einer leicht erwärmbaren und gut durchlüfteten Lockerschicht bedeckt sein. Besondere Aufmerksamkeit erfordert hierbei die Saat von Lichtkeimern – zu feine Krümelung kann zur Verwehung oder Verschlämmung des Bodens führen, zu flache Saat führt leicht zu Vogelfraß.

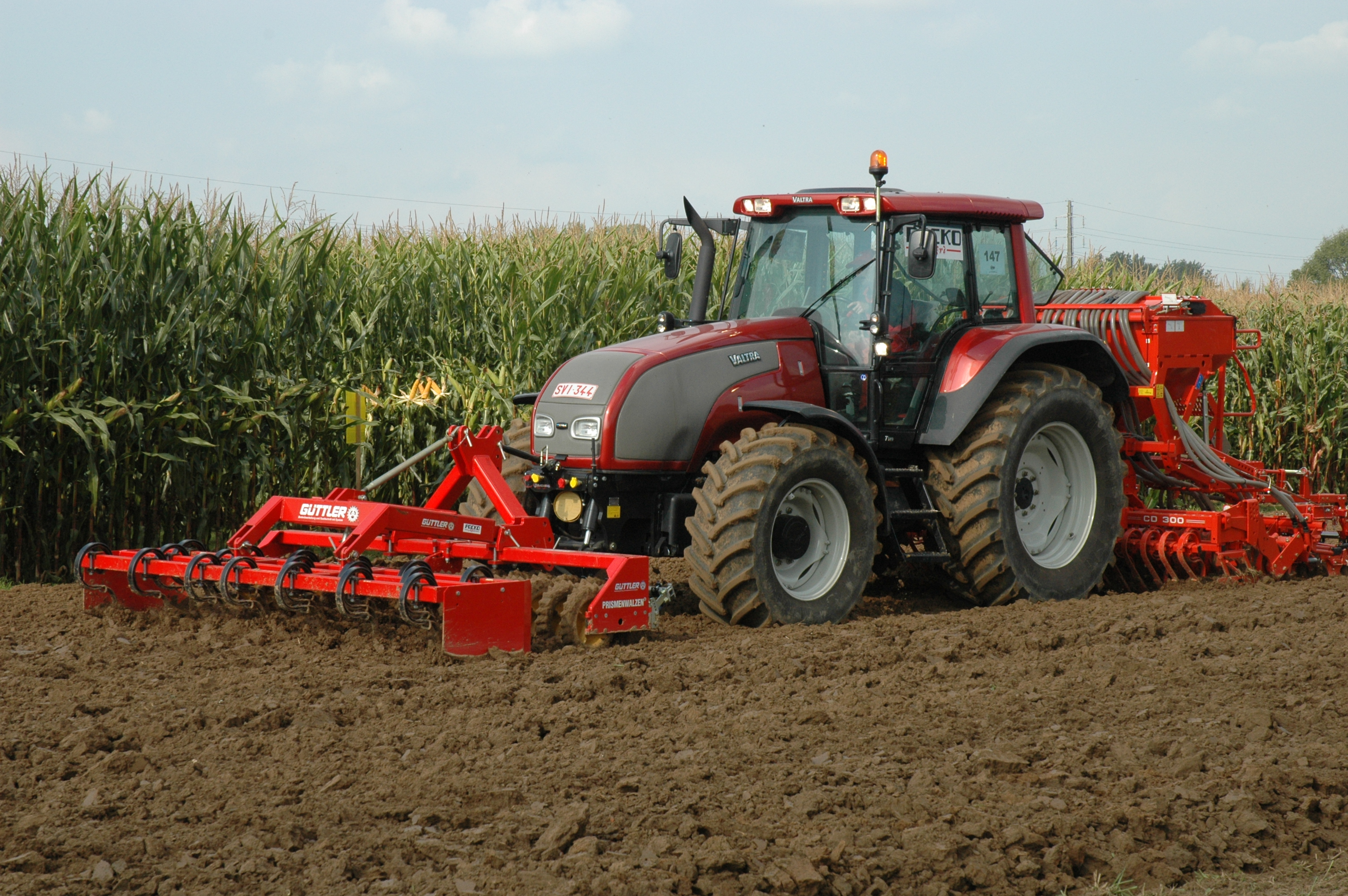
Leistungsstarke Technik ermöglicht heute Saatbettbereitung und Einsaat auch in einem Arbeitsgang

Üblicherweise wird durch Pflügen einer Saatfurche der Boden gewendet und gemischt sowie oberirdische Pflanzenreste der Vorkultur untergearbeitet. Diese Arbeit kann nur auf einem genügend abgetrockneten Acker durchgeführt werden, um anschließend die erwünschte rückverfestigte, aber feinkrümelige Bodenstruktur mit anderen landwirtschaftlichen Geräten wie zum Beispiel Packern, Eggen oder Saatbettkombinationen zu erzielen.
Um durch Bodenerosion gefährdete Ackerflächen (z. B. Starkregen, Hangneigung) zu schützen oder die Bodenstruktur zu erhalten, wird auch vermehrt das Direktsaatverfahren eingesetzt. Hier ist das Saatbett die ungepflügte Erntefläche der vorangegangenen Ackerfrucht.
In einem optimal vorbereiteten Saatbett sind folgende Zonen gut erkennbar:
- Lockere Oberkrume mit ausreichendem Anteil an Feinboden zur Einbettung des Saatgutes; gröbere Aggregate in dieser Zone mindern das Verschlämmungs- und Erosionsrisiko
- abgesetzter Saathorizont (Fläche, auf die die Körner zu liegen kommen) mit Anschluss an den kapillaren Wasseraufstieg aus dem Unterboden für eine schnelle und sichere Keimung
- Unterkrume mit allmählichem Übergang zum Unterboden; frei von Verdichtungen, aber ausreichend rückverfestigt (z. B. nach durch Anwendung des Packers nach dem Pflügen)

Im Gartenbau kommt für kleine Beete vereinzelt auch der Begriff Saatbeet vor. Wegen der hier verbreiteten Handsaat und Steuerungsmöglichkeit von Feuchtigkeit und Wärme können die speziellen Anforderungen des jeweiligen Saatgutes leichter erfüllt werden.
Werden Pflanzen nicht gesät, sondern gesetzt, spricht man von einem Pflanzbett.